# Lomnička (Plesná)
Lomnička (deutsch Steingrub) ist ein Ortsteil der Stadt Plesná in Tschechien. 

## Geschichte
Lomnička war wie viele Orte des Schönbacher Ländchens, die Rüdiger von Sparneck 1348 erwarb, vom Kloster Waldsassen aus gegründet worden. Ab der Mitte des 19. Jahrhunderts gehörte der Ort zum Gerichtsbezirk Wildstein bzw. Bezirk Eger.
Nach dem Münchner Abkommen wurde der Ort dem Deutschen Reich zugeschlagen und gehörte bis 1945 zum Landkreis Eger.
Im Jahr 1965 wurde Lomnička nach Plesná eingemeindet.

## Einwohnerentwicklung
| Jahr | Einwohnerzahl |
| ---- | ------------- |
| 1869 | 588           |
| 1880 | 551           |
| 1890 | 534           |
| 1900 | 650           |
| 1910 | 682           |

| Jahr | Einwohnerzahl |
| ---- | ------------- |
| 1921 | 614           |
| 1930 | 685           |
| 1950 | 242           |
| 1961 | 170           |
| 1970 | 115           |

| Jahr | Einwohnerzahl |
| ---- | ------------- |
| 1980 | 112           |
| 1991 | 92            |
| 2001 | 88            |
| 2011 | 94            |

## Kultur und Sehenswürdigkeiten
- Jüdischer Friedhof, 1822 errichtet

## Söhne und Töchter des Ortes
- Isaac Mayer Wise (1819–1900), amerikanischer Rabbiner